# Mazeppa (Minnesota)
Mazeppa é uma cidade localizada no estado americano de Minnesota, no Condado de Wabasha.

## Demografia
Segundo o censo americano de 2000, a sua população era de 778 habitantes.
Em 2006, foi estimada uma população de 779, um aumento de 1 (0.1%).

## Geografia
De acordo com o United States Census Bureau tem uma área de 2,5 km². Mazeppa localiza-se a aproximadamente 291 m acima do nível do mar.

## Localidades na vizinhança
O diagrama seguinte representa as localidades num raio de 16 km ao redor de Mazeppa.